# Бруй Оксана Миколаївна
Окса́на Микола́ївна Бру́й — (3 серпня 1971, с. Войтове, Згурівський р-н, Київська обл., УРСР) — українська бібліотекарка, науковець і громадська діячка, заступник генерального директора Національної бібліотеки України імені Ярослава Мудрого, президент ВГО Українська бібліотечна асоціація, кандидат наук із соціальних комунікацій.

## Життєпис
Бруй О. М. народилася 3 серпня 1971 року в с. Войтове, Згурівського району, Київської області. Там же навчалася у середній школі.
Впродовж 1989—1993 років була студенткою філологічного факультету Переяслав-Хмельницької філії Державного педагогічного інституту ім. М. Драгоманова за спеціальністю «російська мова та література».
З 2010 по 2011 рік навчалася у Національному університеті «Києво-Могилянська академія» (школа охорони здоров'я) за магістерською програмою з управління в охороні здоров'я для керівників (англ. Master's of Health Care Management for Executives Programme). Тема практичного проекту: «Стратегія розвитку організації після відкриття (м. Харків)».
З 2014 по 2018 рік — навчання в заочній аспірантурі Національної бібліотеки України імені В. І. Вернадського за спеціальністю 27.00.03 — книгознавство, бібліотекознавство, бібліографознавство (соціальні комунікації).
Тема наукового дослідження: «Система стратегічного управління процесно-орієнтованою бібліотекою».
Квітень 2019 — кандидат наук із соціальних комунікацій, спеціальність 27.00.03 — книгознавство, бібліотекознавство, бібліографознавство.
Тема дисертаційного дослідження на здобуття наукового ступеня кандидата наук із соціальних
комунікацій: «Збалансована система показників у стратегічному управлінні бібліотекою».

## Професійна кар'єра
Від 1993 до 2011 працювала в Наукової бібліотеки Національного університету «Києво-Могилянська академія» — бібліотекарка відділу іноземного комплектування, відділу комплектування та каталогізації, завідувачка сектору каталогізації, заступниця директора з автоматизації. Водночас, від 2006 по березень 2011 координувала міжбібліотечний проєкту корпоративної каталогізації, а від 2009 по березень 2011 — координаторка проекту ELibUkr — Електронна бібліотека України: створення центрів знань в університетах України.
Від березня по червень 2011 — консультантка в програмі Бібліоміст (IREX), від червня по вересень — проектна менеджерка в Благодійному фонді «Фонд Бориса Колеснікова».
Від листопада 2011 по червень 2013 — головна бібліотекарка з проектної діяльності Науково-технічної бібліотеки НТУУ «Київський політехнічний інститут». Від липня 2013 по січень 2016 — заступниця генерального директора Національної наукової медичної бібліотеки України з питань інформаційних технологій. З січня 2016 — директор Науково-технічної бібліотеки КПІ ім. Ігоря Сікорського.
Станом на квітень 2024 — заступник генерального директора з управління документними ресурсами Національної бібліотеки України імені Ярослава Мудрого.

## Громадська діяльність
- 2011 р. — експертка конкурсу з організації нових бібліотечних послуг (Бібліоміст, IREX);
- 2015—2018 рр. — член Президії Української бібліотечної асоціації (УБА);
- 2016 р. — член Комісії МОН України з питань визначення перспектив розвитку діяльності ДНТБУ;
- 2016 р. — член робочої групи зі створення та введення в експлуатацію Національного репозитарію академічних текстів (МОН України);
- 2015—2019 рр. — член робочої групи при Міністерстві культури України із розробки «Стратегії розвитку бібліотечної справи України до 2025 року»;
- 2018 р. — президент всеукраїнської громадської організації Українська бібліотечна асоціація.

## Основні публікації
1. Brui, Oksana. Implementation of strategic management based on the balanced scorecard in a university library / Oksana Brui // Library Management. — 2018. — Vol. 39, Issue 8/9. — pp. 530–540. — https://doi.org/10.1108/LM-09-2017-0086
2. Определение и развитие экосистемы как элемент стратегического управления библиотеками / О. Бруй // Кітап & Кітапхана = Книга & Библиотека = Book & Library. — 2018. — № 2. — С. 30–36. — http://ela.kpi.ua/bitstream/123456789/24275/1/uprav_bib.pdf [Архівовано 23 серпня 2019 у Wayback Machine.]
3. Бруй О. Стратегія розвитку як основа управління бібліотекою / О. Бруй // Вісник Книжкової палати. — 2018. — № 3. — С. 36-40. — http://ela.kpi.ua/bitstream/123456789/24287/1/strat_rozv.pdf [Архівовано 23 серпня 2019 у Wayback Machine.]
4. Стратегія розвитку Науково-технічної бібліотеки КПІ ім. Ігоря Сікорського: 2017—2020 рр / уклад. Оксана Бруй ; Науково-технічна бібліотека КПІ ім. Ігоря Сікорського. — Київ: Ліра-К, 2017. — 38 с. — http://ela.kpi.ua/bitstream/123456789/19291/1/Strategy_2017-2020.pdf [Архівовано 13 червня 2018 у Wayback Machine.]
5. Бруй О. Моніторинг та оцінювання реалізації Стратегії розвитку Науково-технічної бібліотеки КПІ ім. Ігоря Сікорського / О. Бруй // Міжнародна наукова конференція «Бібліотека. Наука. Комунікація. Стратегічні завдання розвитку наукових бібліотек» (Київ, 3-5 жовтня 2017 р.). — Київ, 2017. — С. 7-11. — https://web.archive.org/web/20190402011336/http://conference.nbuv.gov.ua/report/view/id/990
6. Бруй О. Змінитися не можна зупинитися: впровадження процесу стратегічного управління в Бібліотеці КПІ / Бруй Оксана // Науково-практичний семінар «Стратегії розвитку бібліотек: від ідеї до втілення»: збірник тез. — Київ: УБА, 2017. — С. 4-11. — http://ela.kpi.ua/jspui/bitstream/123456789/23970/1/01_Bruy.pdf [Архівовано 23 серпня 2019 у Wayback Machine.]
7. Бруй О. Стратегічне управління в українських бібліотеках: за результатами опитування / О. Бруй // Вісник книжкової палати. — 2017. — № 3. — С. 37-41.
8. Бруй, О. М. Збалансована система показників як основа системи стратегічного управління у бібліотеках: теоретичні аспекти / О Бруй // Вісник Книжкової палати. — 2015. № 10. — С. 26-30. — http://eprints.rclis.org/28673/1/brui_BSC1.pdf [Архівовано 1 листопада 2018 у Wayback Machine.]
9. Бруй, О. М. Система стратегічного управління процесно-орієнтованою бібліотекою / О. Бруй // Вісник Книжкової палати. — 2015. № 1. — С. 14-17. — http://eprints.rclis.org/25719/1/brui_ssm_vkp2.pdf [Архівовано 1 листопада 2018 у Wayback Machine.]
10. Бруй, О. М. Збалансована система показників — дієвий інструмент стратегічного управління бібліотекою (За матеріалами зарубіжних публікацій) / О Бруй // Бібліотечний вісник. — 2015. — № 5. — С. 10-15. — http://eprints.rclis.org/28289/1/bv_2015_5_4.pdf [Архівовано 3 листопада 2018 у Wayback Machine.]
11. Матеріали до стратегії розвитку бібліотечної справи в Україні до 2025 року «Якісні зміни бібліотек задля забезпечення сталого розвитку України» / Укр. бібл. асоц. ; автори-упорядники: О. М. Бруй, О. В. Воскобойнікова-Гузєва, В. С. Пашкова, Я. Є. Сошинська, І. О. Шевченко. — Київ: УБА, 2015. — 57 с. — https://ula.org.ua/images/uba_document/vudanna/Strategy_Print5_black_text.pdf [Архівовано 23 серпня 2019 у Wayback Machine.]
12. Методичні рекомендації щодо організації роботи інституційних репозитаріїв (відкритих електронних архівів) у бібліотеках вищих навчальних закладів МОЗ України / автори-укладачі: О. М. Бруй, Т. Б. Павленко ; Національна наукова медична бібліотека України, Харківський національний медичний університет, Державна установа "Центральний методичний кабінет з вищої медичної освіти МОЗ України, Секція працівників медичних бібліотек Української бібліотечної асоціації.– Київ, 2015. — 20 с. — http://eprints.rclis.org/24806/1/IR_2015_1.pdf [Архівовано 23 серпня 2019 у Wayback Machine.]
13. Робота з електронними ресурсами в медичних бібліотеках і бібліотеках вищих медичних (фармацевтичних) навчальних закладів [Електронний ресурс]: збірник регламентуючих документів / авториукладачі: О. М. Бруй, Т. Б. Павленко ; Національна наукова медична бібліотека України, Харківський національний медичний університет, Секція працівників медичних бібліотек Української бібліотечної асоціації. — Електронне видання. — Київ: УБА, 2015. — 1 оптичний диск (57 с.). — ISBN 978-966-97270-7-7. — http://eprints.rclis.org/28690/1/E-res_2015_Med1.pdf [Архівовано 23 серпня 2019 у Wayback Machine.]
14. Бруй, О. М. Опис та доступ до ресурсу (RDA) — новий міжнародний стандарт каталогізації: особливості, переваги та впровадження / О. Бруй // Щорічна Конференція УБА «Бібліотека — території єдності», Київ (Україна), 27-28 листопада, 2014. — Київ, 2014. — С. 44-49. — http://eprints.rclis.org/24448/1/bruy_opus.pdf [Архівовано 23 серпня 2019 у Wayback Machine.]
15. Бруй, О. М. Створення нової версії вебсайту Національної наукової медичної бібліотеки України на основі системи управління вмістом Joomla / О. Бруй, Ю. Смольянова // Щорічна Конференція УБА «Бібліотека — території єдності», Київ (Україна), 27-28 листопада, 2014. — Київ, 2014. — С. 49-55. — http://eprints.rclis.org/24449/1/bruy_smolianova_stvorenya.pdf [Архівовано 23 серпня 2019 у Wayback Machine.]
16. Інформаційні технології у медичних бібліотеках України [Електронний ресурс]: матеріали дослідження / авт.-уклад. О. Бруй ; наук. ред. Я. Сошинська ; макет. Ю. Смольянова ; Нац. наук. мед. б-ка України, Укр. бібл. асоц., Секція працівників мед. б-к. — Київ, 2014. — 1 електрон. опт. диск (CD-ROM). — 87 с. — http://eprints.rclis.org/24411/1/IT_medlib.pdf [Архівовано 23 серпня 2019 у Wayback Machine.]
17. Бруй, О. М. Стратегічне управління процесно-орієнтованою бібліотекою / О. М. Бруй // Вісник Харківської державної академії культури. — 2014. — № 42. — С. 122—129. — http://eprints.rclis.org/24807/1/17.pdf [Архівовано 21 грудня 2018 у Wayback Machine.]
18. Організація роботи інформаційно-технологічних систем бібліотеки вищого медичного (фармацевтичного) навчального закладу: методичні рекомендації / О. М. Бруй, Н. В. Гаріна, Т. В. Карпенко, І. В. Киричок, Т. Б. Павленко, О. А. Рижов, Л. В. Соколова, Г. І. Хандрікова ; МОЗ України, ОдНМУ, ЗНМУ, ХНМУ, ННМБУ. — Одеса, 2014. — 29 с. — http://eprints.rclis.org/24430/1/ITsystem.last.pdf [Архівовано 2 листопада 2018 у Wayback Machine.]
19. Бруй, О. М. Сучасні міжнародні бібліотечні стандарти каталогізації електронних ресурсів / О. М. Бруй // Міжнародна наукова конференція «Адаптація завдань і функцій наукової бібліотеки до вимог розвитку цифрових інформаційних ресурсів», 8-10 жовтня 2013 року, м. Київ: Тези доповідей. — К., 2013. — С. 362—366.
20. Бруй, О. М. Міжнародні стандарти для створення цифрових бібліотек та архівів / О. М. Бруй // Бюлетень Національної наукової сільськогосподарської бібліотеки НААН. — Вип. 2, 2013. — С. 37-45.
21. Бруй О. Комплекс інформаційно-технологічних систем як інструмент успішної реалізації стратегії процесно-орієнтованої бібліотеки / О. Бруй // Вісник Харківської академії культури. — 2012. — № 38. — С. 204—214. — http://ela.kpi.ua/bitstream/123456789/2557/1/v38-2-19.pdf [Архівовано 23 серпня 2019 у Wayback Machine.]
22. Оцінка ефективності діяльності мережі пунктів доступу громадян до офіційної інформації в бібліотеках [Електронний ресурс]: матеріали дослідження / авт.-уклад. О Бруй, О. Бояринова, Я. Сошинська ; Українська бібліотечна асоціація. — Електронне видання. — К. : УБА, 2012. — 89 с. Режим доступу : http://govinfolibrary.files.wordpress.com/2012/12/caps_research_results_11_2012.pdf [Архівовано 9 квітня 2013 у Wayback Machine.]. — Назва з екрана.
23. Правила складання предметних рубрик. Методичні рекомендації / автори-укладачі: Баньковська І. М., Бруй О.М, Малецька О. В., Половян О. Є., Стерехова З. Д., Чорна Т. В. ; Наукова бібліотека Національного університету «Києво-Могилянська академія», Науково-технічна бібліотека ім. Г. І. Денисенка Національного технічного університету України «Київський політехнічний інститут», — К. : НаУКМА, 2010. — 253 с. — http://www.library.ukma.edu.ua/fileadmin/documents/our_pub_doc/Subjects.pdf [Архівовано 23 листопада 2018 у Wayback Machine.]
24. Бруй О. Н. Использование открытого программного обеспечения DSpace для создания институционного репозитария Национального университета «Киево-Могилянская академия» eKMAIR / Бруй О. Н., Голистер В. [Електронний ресурс] // Библиотеки и информационные ресурсы в современном мире науки, культуры, образования и бизнеса: материалы Семнадцатой Междунар. конф."Крым 2010" / Гос. публ. науч. б-ка России. — Електрон. дані. — [М.]: ГПНТБ России ; Ассоциация ЭБНИТ, 2010. — 1 електрон. опт. диск. — http://eprints.rclis.org/24421/1/brui_ekmair.pdf [Архівовано 23 серпня 2019 у Wayback Machine.]
25. MARC 21 формат для бібліографічних даних: методичні рекомендації: (скорочений варіант) / [Авт.-уклад.: Бруй О. М., Малецька О. В., Чорна Т. В.] ; Національний університет «Києво-Могилянська академія», Наукова бібліотека. — Київ: [б.в.], 2009. — 284 с. — http://eprints.rclis.org/24426/1/MARC-BIB-short-2009.pdf [Архівовано 24 листопада 2019 у Wayback Machine.]
26. Бруй, Оксана. Сутності бібліографічних записів // Бібліотечний форум України. — 2008, №. 4. — С. 21-24. — http://eprints.rclis.org/24424/1/Bruy_FRBR.pdf [Архівовано 1 листопада 2018 у Wayback Machine.]
27. Бруй О. М. Відкритий доступ до наукової інформації: університетські електронні архіви / О. М. Бруй // Збірник матеріалів наради директорів бібліотек вищих навчальних закладів III—IV рівнів акредитації "Бібліотека вищого навчального закладу — ключова ланка інформаційного забезпечення навчального процесу на сучасному рівні, м. Дніпропетровськ, 12-13 лют. 2007 р. / уклад. А. В. Кудін … [та ін.] ; М-во освіти і науки України, Ін-т інновац. технологій і змісту освіти, Дніпропетр. нац. ун-т. — Д. : Дніпропетр. нац. ун-т, 2007. — С. 62–68. — http://eprints.rclis.org/24423/1/brui_ekmair_dnipro.pdf [Архівовано 5 грудня 2020 у Wayback Machine.]
28. Бруй, Оксана. Інституційний репозитарій: перші кроки // Бібліотечний форум України. — 2006, №. 4. — С. 14-17. — http://eprints.rclis.org/24425/1/Bruy_Institutsiyny.pdf [Архівовано 1 листопада 2018 у Wayback Machine.]
29. Бруй, Оксана Формат MARC 21 для авторитетних даних — методична розробка та впровадження в бібліотеці НаУКМА = MARC 21 format for the authoritative data — methodical elaboration and implantation in the library of NaUKMA // Наукові записки. 2003, т. 22, вип. 1. — С. 129—133. — http://eprints.rclis.org/24420/1/Brui_Format%20MARC%2021.pdf [Архівовано 5 грудня 2020 у Wayback Machine.]